# Drăgoești, Ialomița
Drăgoești là một xã thuộc hạt Ialomița, România. Dân số thời điểm năm 2002 là 1153 người.